# 良い子のしつけ方
良い子のしつけ方（原題：WEE WILLIE WILDCAT　公開：1953年6月20日）はアメリカ合衆国の映画会社、メトロ・ゴールドウィン・メイヤー(MGM)のアニメーター、ディック・ランディーによる作品のひとつ。

## スタッフ
監督　ディック・ランディー

制作総括　フレッド・クインビー

アニメーション制作　マイケル・ラー　ウォルター・クリントン　グラント・シモンズ　レイ・パターソン　ロバート・ベントレー

脚本　ジャック・コズグリフ　リッチ・ホーガン

背景　ジョン・ディドリック・ジョンセン

音楽　スコット・ブラッドリー

## 内容
庭仕事をしていたクマのバーニー。バーニーの隣りに住むヤマネコの家では、悪さをした息子のウィリーを父親のウィリアムが懲らしめていた。これを見たバーニーは「乱暴はいかん」とウィリーを取り上げ、「児童心理学」に基づいて面倒を見ることにした。そのマニュアルに従って行動するバーニーだが、ウィリーのいたずら振りはすさまじく、どれもうまくいかず手痛くやられてしまう。最後は懐柔策を放棄してバーニーまでもウィリーを懲らしめようとするが、これを見た父親のウィリアムが逆に「乱暴はよせ」と止めに入る。ウィリーに手を焼いていた両者は懲らしめようと尻を叩くが効かず逆に手が赤くはれ上がってしまう。中には「児童心理学」のマニュアル本が入っていて、「本って役立つね」とウィリーはしてやったりであった。

## 登場するキャラクター
- クマのバーニー(声:置鮎龍太郎)
隣の家の悪ガキの面倒をみることになったが、相手が一枚上手でいいところなくやられてしまう。

- ウィリーの父親（ウィリアム）(声:奈良徹)
名前は「WILLIAM WILDCAT」。息子のウィリーは悪ガキで手を焼いている。

- ウィリー(声:安野希世乃)
原題での名前は「WEE WILLIE」。いたずら坊主で、父親や隣人のバーニーを困らせている。

## 日本でのTV放映
TBS版の『トムとジェリー』の短編に挟まれてテックス・アヴェリーなどの作品とともに放映されていた。

## 関連事項
- ディック・ランディー
- クマのバーニー
- トムとジェリー
- 子育て
- 児童心理学
- ヤマネコ
- メトロ・ゴールドウィン・メイヤー